# Hidetoshi Nagamasu
Hidetoshi Nagamasu (永益 英敏 (Nagamasu Hidetoshi?) (1955) es un botánico japonés, que desarrolla actividades académicas en la Universidad de Kioto, primero en el Departamento de Ciencias del Ambiente, de la Facultad de Estudios Integrados Humanos; y en la actualidad en su Museo.

## Algunas publicaciones
- timothy m.a. Utteridge, hidetoshi Nagamasu, stephen p. Teo, lydia c. White, peter Gasson. 2005. "Sleumeria (Icacinaceae): A New Genus from Northern Borneo". Systematic Botany 30 (3): 635-643
- m. Kato, a. Shibata, t. Yasui, h. Nagamasu. 1999. Impact of introduced honeybees, Apis mellifera, upon native bee communities in the Bonin (Ogasawara) Islands. Researches on Population Ecology 41:217-228
- shoko Sakai, hidetoshi Nagamasu. 1998. Systematic studies of Bornean Zingiberaceae I. Amomum in Lambir Hills, Sarawak. Edinburgh Journal of Botany 55 : 45-64

### Libros
- sachiko Yasuda, Hidetoshi Nagamasu. 1995. Flora of Ashiu, Japan. Editor Biological Laboratory, Kyoto University, 486 pp.
- teruyoshi Nagamitsu, Hidetoshi Nagamasu. 1994. Keys for the pollen of Ashiu, central Japan. Editor Kyoto University, 95 pp.
- hidetoshi Nagamasu. 1993. The Symplocaceae of Japan. Editor Biological Laboratory, Kyoto University, 260 pp.

## Eponimia
- (Ericaceae) Vaccinium nagamasu Argent [1]
- (Orchidaceae) Kalimantanorchis nagamasui Tsukaya, M.Nakaj. & H.Okada [2]